# Chevannes, Yonne
Chevannes är en kommun i departementet Yonne i regionen Bourgogne-Franche-Comté i norra Frankrike. Kommunen ligger i kantonen Auxerre-Sud som tillhör arrondissementet Auxerre. År 2022 hade Chevannes 2 145 invånare.

## Befolkningsutveckling
Antalet invånare i kommunen Chevannes
| Referens: INSEE |